# Gisle

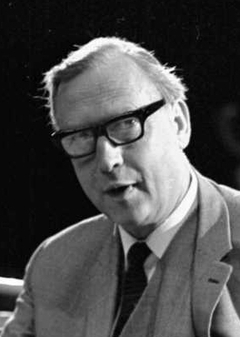
Gisle Straume, 1967.

Gisle är ett gammalt svenskt mansnamn. Gisle kommer från samma rot som ordet gisslan, och användes till början för att beskriva en person som hölls som gisslan, senare har det blivit en namn. Äldsta belägg i Sverige finns i en runinskrift från 1000-talet. Namnet förekom också i Norge och på Island redan före år 1000 i formen Gísli. Namnet ingår som förled i ortnamnet Gislaved. En modern feminin form av samma namn är Gisela.
Det finns 21 män i Sverige som heter Gisle, 9 av dessa har namnet som tilltalsnamn eller första namn.

## Personer med namnet Gisle
- Gisle Sursson (död omkring 978), isländsk skald och huvudperson i Gisle Surssons saga
- Gisle (död omkring 1158), biskop i Linköping
- Gisle Elinesson (död senast 1357), riddare och riksråd
- Gísli Jónsson (1513–1587), isländsk biskop
- Gisle Johnson (1822–1894), norsk teolog av isländsk härkomst

## Personer med efternamnet Gisle
- Carl Olof Gisle (1900–1964), svensk diplomat
- Jon Gisle (född 1948), norsk filolog och jurist
- Gísli Örn Garðarsson (född 1973), isländsk skådespelare och regissör